# Utrikesminister

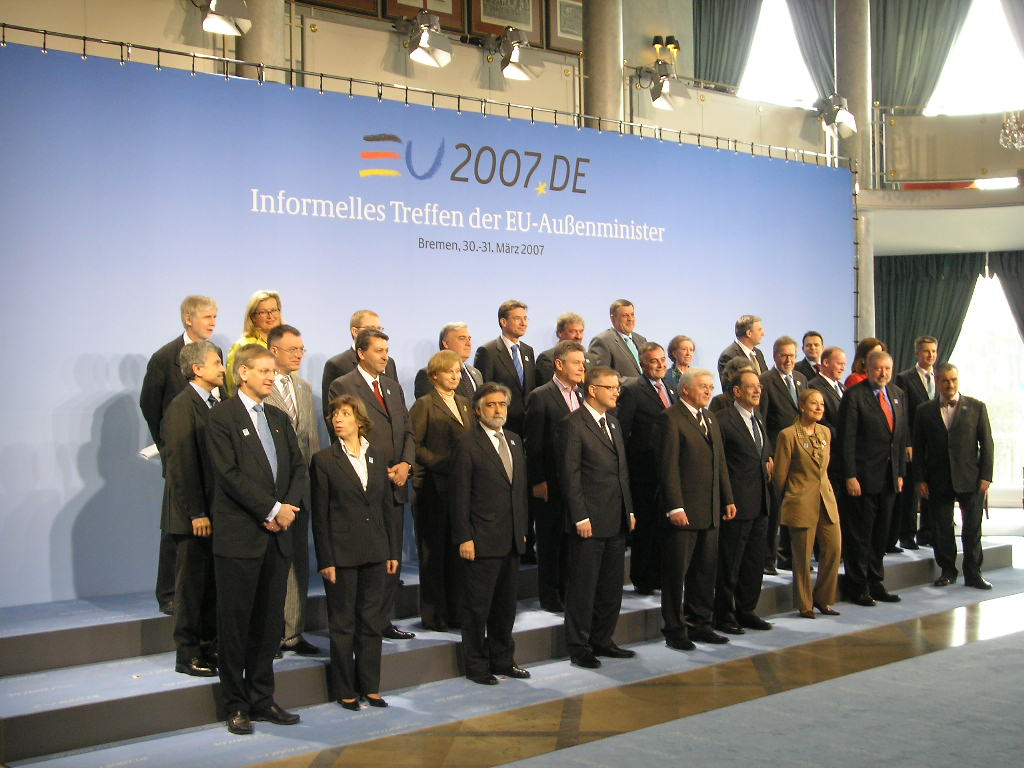
Europeiska unionens medlemsländers utrikesministrar i Bremen, Tyskland (2007).

Utrikesminister eller minister för utrikes ärenden kallas den medlem av ett lands regering som har huvudansvar för utrikespolitiken och är chef för utrikesministeriet.
Utrikesministerposten anses vanligtvis vara en av de mer prestigefyllda ministerposterna. I vissa länder är utrikesministerns högre status formaliserad, till exempel i USA där utrikesministern är fyra i successionsordningen för presidenten och i Storbritannien där posten är en av de fyra främsta i regeringen. I länder med koalitionsregeringar är det vanligt att utrikesministern också är biträdande regeringschef och/eller ordförande för det mindre partiet i koalitionen (vanligt i Tyskland). I länder vars statsskick kännetecknas av semipresidentialism är dock utrikesministerns roll något svagare, eftersom presidenten ofta har ett stort inflytande över utrikespolitiken (till exempel Frankrike och Ryssland). Det samma kan sägas gälla i kommunistiska regimer och andra typer av enpartistater där, utöver regeringen, även det statsbärande partiet har stort inflytande över den förda politiken.
Utrikesministern kan – i egenskap av chef för utrikesministeriet – vara överordnad andra ministrar, till exempel biträdande utrikesminister, handelsminister eller biståndsminister. I EU-länder kan det dessutom finnas en särskild EU-minister som sorterar under utrikesministern. Utrikesministerns närmsta medarbetare är vanligen en hög tjänsteman som kallas statssekreterare eller kabinettssekreterare och är ofta är politiskt tillsatt. I USA och Storbritannien är det dock ministern som kallas Secretary of State, och i latinamerikanska länder som Argentina är utrikesministerns titel canciller (kansler).
Europeiska unionens motsvarighet till utrikesminister kallas höga representanten för utrikes frågor och säkerhetspolitik. Höga representanten leder utrikesministrarnas möten inom ramen för Europeiska unionens råd i konstellationen rådet för utrikes frågor. EU-ländernas utrikesministrar möts även i konstellationen rådet för allmänna frågor samt två gånger per år i ett informellt ministermöte, det så kallade Gymnich-mötet.

## Olika länders utrikesministerämbeten

### Tabellöversikt
| Land           | Titel                                                                     | Biträde                                                                               | Ministerium | Nuvarande ämbetsinnehavare          |
| -------------- | ------------------------------------------------------------------------- | ------------------------------------------------------------------------------------- | --- | ----------------------------------- |
| Argentina      | Ministro de Relaciones Exteriores, Comercio Internacional y Culto         |                                                                                       | Ministerio de Relaciones Exteriores, Comercio Internacional y Culto                                                  | Diana Mondino                       |
| Australien     | Minister for Foreign Affairs                                              | Parliamentary Secretary                                                               | Department of Foreign Affairs and Trade                                                                              | Penny Wong                          |
| Belgien        | Ministre des Affaires étrangères et européennes                           |                                                                                       | Service public fédéral Affaires étrangères                                                                           | Hadja Lahbib                        |
| Bolivia        | Ministro de Relaciones Exteriores                                         |                                                                                       | Ministerio de Relaciones Exteriores                                                                                  | Rogelio Mayta                       |
| Brasilien      | Ministro das Relações Exteriores                                          | Secretário-Geral (’generalsekreterare’)                                               | Ministério das Relações Exteriores                                                                                   | Ernesto Araújo                      |
| Chile          | Ministerio de Relaciones Exteriores, också Cancillería                    |                                                                                       | Ministerio de Relaciones Exteriores                                                                                  | Antonia Urrejola                    |
| Danmark        | Udenrigsminister                                                          | Departementschef                                                                      | Udenrigsministeriet                                                                                                  | Lars Løkke Rasmussen                |
| Filippinerna   | Secretary of Foreign Affairs Kalihim ng Ugnayang Panlabas                 | Undersecretary                                                                        | Department of Foreign Affairs Kagawaran ng Ugnayang Panlabas                                                         | Enrique Manalo                      |
| Finland        | Utrikesminister/Ulkoasiainministeri                                       | Statssekreterare/Valtiosihteeri                                                       | Utrikesministeriet/Ulkoasiainministeriö                                                                              | Elina Valtonen                      |
| Frankrike      | Ministre des Affaires étrangères                                          | Secrétaire d’État (’statssekreterare’)                                                | Ministère des Affaires étrangères et européennes                                                                     | Jean-Noël Barrot                    |
| Georgien       | საგარეო საქმეთა სამინისტროს (Sagareo sakmeta saministros)                 | მინისტრის პირველი მოადგილე (Ministris pirveli moadgile, ’förste biträdande minister’) | საგარეო საქმეთა სამინისტრო (Sagareo sakmeta saministro)                                                              | Davit Zalkaliani                    |
| Grekland       | Υπουργός Εξωτερικών (Ypourgós Exoterikón)                                 |                                                                                       | Υπουργείο Εξωτερικών (Ypourgeío Exoterikón)                                                                          | Georgios Katrougalos                |
| Island         | Utanríkisráðherra                                                         |                                                                                       | Utanríkisráðuneytið                                                                                                  | Bjarni Benediktsson                 |
| Indien         | विदेश मंत्री/External Affairs Minister                                         | राज्‍य मंत्री/Minister of State                                                              | विदेश मंत्रालय/Ministry of External Affairs                                                                               | Subrahmanyam Jaishankar             |
| Irland         | Minister for Foreign Affairs                                              |                                                                                       | Department of Foreign Affairs                                                                                        | Simon Coveney                       |
| Italien        | Ministro degli Affari Esteri                                              | Sottosegretario di Stato (’understatssekreterare’)                                    | Ministero degli Affari Esteri                                                                                        | Antonio Tajani                      |
| Japan          | 外務大臣 (Gaimu Daijin)                                                   |                                                                                       | 外務省 (Gaimu-shō)                                                                                                   | Yōko Kamikawa (上川 陽子)           |
| Kanada         | Minister of Foreign Affairs/Ministre des Affaires étrangères              | Minister of State/Ministre d’État                                                     | Department of Foreign Affairs and International Trade/Ministère des Affaires étrangères et du Commerce international | François-Philippe Champagne         |
| Kroatien       | Ministar vanjskih poslova                                                 | Glavni tajnik/Glavna tajnica                                                          | Ministarstvo vanjskih i europskih poslova                                                                            | Marija Pejčinović Burić             |
| Kina           | 外交部长 (Wàijiāobùzhǎng)                                                 | 外交部副部长 (Wàijiāobùfùbùzhǎng, ’vice utrikesminister’)                             | 外交部 (Wàijiāobù)                                                                                                   | Wang Yi                             |
| Mexiko         | Secretario de Relaciones Exteriores                                       |                                                                                       | Secretaría de Relaciones Exteriores                                                                                  | Alicia Bárcena                      |
| Nederländerna  | Ministers van Buitenlandse Zaken                                          | Minister, Staatssecretaris                                                            | Ministerie van Buitenlandse Zaken                                                                                    | Caspar Veldkamp                     |
| Norge          | Utenriksminister/Utanriksminister                                         | Statssekretær                                                                         | Utenriksdepartementet/Utanriksdepartementet                                                                          | Espen Barth Eide                    |
| Polen          | Minister Spraw Zagranicznych                                              | Sekretarz Stanu (’statssekreterare’)                                                  | Ministerstwo Spraw Zagranicznych                                                                                     | Zbigniew Rau                        |
| Portugal       | Ministro dos Negócios Estrangeiros                                        | Secretário de Estado (’statssekreterare’)                                             | Ministério dos Negócios Estrangeiros                                                                                 | Paulo Rangel                        |
| Ryssland       | Министр иностранных дел (Ministr inostrannych djel)                       |                                                                                       | Министерство иностранных дел (Ministerstvo inostrannych djel)                                                        | Sergej Lavrov                       |
| Serbien        | Министар спољних послова/Ministar spoljnih poslova                        |                                                                                       | Министарство спољних послова/Ministarctvo spoljnih poslova                                                           | Ivica Dačić                         |
| Singapore      | Minister of Foreign Affairs                                               |                                                                                       | Ministry of Foreign Affairs                                                                                          | Vivian Balakrishnan                 |
| Spanien        | Ministro de Asuntos Exteriores y de Cooperación                           | Secretario de Estado (’statssekreterare’)                                             | Ministerio de Asuntos Exteriores y de Cooperación                                                                    | Josep Borrell                       |
| Storbritannien | Foreign Secretary                                                         | Minister of State                                                                     | Foreign, Commonwealth and Development Office                                                                         | David Lammy                         |
| Sverige        | Utrikesminister                                                           | Kabinettssekreterare                                                                  | Utrikesdepartementet                                                                                                 | Maria Malmer Stenergard             |
| Thailand       | รัฐมนตรีว่าการกระทรวงการต่างประเทศ (Rạṭ̄hmntrī ẁākār krathrwng kārt̀āngpratheṣ̄) |                                                                                       | กระทรวงการต่างประเทศ (Krasuang Kan Tang Prathet)                                                                      | Maris Sangiampongsa (มาริษ เสงี่ยมพงษ์) |
| Tyskland       | Bundesminister des Auswärtigen                                            | Staatsminister                                                                        | Auswärtiges Amt | Annalena Baerbock                   |
| USA            | Secretary of State                                                        | Deputy Secretary of State                                                             | Department of State                                                                                                  | Anthony Blinken                     |
| Vietnam        | Bộ trưởng Bộ Ngoại giao                                                   |                                                                                       | Bộ Ngoại giao | Bùi Thanh Sơn                       |

### Finland
Finlands utrikesminister (finska: ulkoasiainministeri) är chef för Utrikesministeriet där också Europa- och utrikeshandelsministern och utvecklingsministern är placerade. Utrikesministerns närmsta medarbetare är ministeriets högsta tjänstemannaledning som består av en statssekreterare som kanslichef och fyra understatssekreterare.

### Frankrike
Frankrikes utrikesminister, le Ministre des Affaires étrangères, är chef för Ministère des Affaires étrangères et européennes (MAE). Huvudkontoret är beläget i Quai d'Orsay vilket ibland används som metonym för ministeriet. Utrikesministerns närmsta medarbetare är tre (kan variera) statssekreterare, secrétaire d’Etat.

#### Historisk överblick
Franska kungen hade sedan tidigt 1500-tal utnämnt fyra rådgivare som bar titeln statssekreterare. Från 1589 fick de fyra statssekreterarna olika ansvarsområden och Louis de Revol blev världens första utrikesminister med titeln secrétaires d'État aux Affaires étrangères. I efterdyningarna av Franska revolutionen infördes ministertiteln 1791. År 1794 avskaffade Nationalkonventet såväl utrikesministern som regeringen i sin helhet. Året därpå återinrättades regeringen av direktoriet. En av tidens mest uppmärksammade utrikesministrar var Charles Maurice de Talleyrand som tjänstgjorde under direktoriet, konsulatet, Napoleon I:s kejsardöme samt bourbonska restaurationen där han framgångsrikt representerade Frankrike vid Wienkongressen 1815. 
Under andra världskriget fanns det två regeringar, den fria franska regeringen i London under Charles de Gaulle och där bland annat René Pleven var utrikesminister samt Vichyregimen under Philippe Pétain där bland annat Pierre Laval tjänstgjorde som utrikesminister. Tredje och fjärde republiken präglades av täta regeringsskiften och många utrikesministrar med flera och korta ämbetsperioder. När president Charles de Gaulle drev igenom femte republiken 1958 blev Frankrike urtypen för ett semi-presidentiellt system med en stark presidentmakt med stort inflytande över utrikespolitiken. Då Claude Cheysson tillträdde 1981 infördes titeln ministre des Relations extérieures, men 1986 återinfördes den äldre titeln Ministre des Affaires étrangères. 
Utrikesministerposten har många gånger fungerat som en språngbräda till posten som premiärminister och flera personer har innehaft båda ämbetena (ibland samtidigt), bland andra Adolphe Thiers, Léon Gambetta, Jules Ferry, Alexandre Ribot, Raymond Poincaré, René Viviani, Édouard Herriot, Édouard Daladier, Paul Reynaud, Léon Blum, Pierre Mendès France, Antoine Pinay, Alain Juppé och Dominique de Villepin. Utrikesministrarna Léon Bourgeois och Aristide Briand mottog Nobels fredspris 1920 respektive 1926, den förre för att han varit drivande vid Nationernas förbunds tillkomst och den senare för sin förda avspänningspolitik gentemot arvfienden Tyskland. Utrikesminister Robert Schuman räknas som en av Europeiska unionens fäder för den 1950 presenterade Schumanplanen.

### Italien
Italiens utrikesminister, Ministro degli Affari Esteri, är chef för utrikesministeriet, Ministero degli Affari Esteri (MAE). MAE:s huvudkontor ligger i Palazzo della Farnesina i Rom och Farnesina används ibland som metonym för ministeriet. Utrikesministern anses vara en av de högre ministerposterna i Italien och flera utrikesministrar har också tjänstgjort som landets premiärminister eller president. 

### Norge
Utrikesministern i Norge leder utrikesdepartementet. Utrikesministern är som regel nummer två i regeringen och tar över statsministerns fullmakter i dennes frånvaro. Norges fick sin första utrikesminister , Jørgen Løvland, efter unionsupplösningen 1905. 

### Ryssland
Ryssland har ett semi-presidentiellt statsskick med en stark presidentmakt som har ett stort inflytande över utrikespolitiken. Utrikesministern är chef för utrikesministeriet som är beläget i en av de skyskrapor som kallas Stalins sju systrar. 

#### Historisk återblick
Redan på 1500-talet utnämnde tsaren en chef för utrikeskansliet som benämndes Posolskij prikaz . På 1700-talet var en kejserlig kansler eller vicekansler chef för tsarens utrikeskansli. I samband med tsar Alexander I:s regeringsreform 1802 inrättades utrikesministeriet och strax därefter infördes utrikesministertiteln. Fram till 1906 fanns dock ingen regering eller premiärminister, utan varje minister drog sina ärenden direkt för tsaren utan att samordna sig med övriga ministrar. Ryska revolutionen 1905 tvingade dock tsar Nikolaj II att underteckna oktobermanifestet, inrätta en folkvald duma och utnämna Sergej Witte och Aleksandr Izvolskij som premiärminister respektive utrikesminister. 
Efter februarirevolutionen 1917 avsattes tsaren och en provisorisk regering tillsattes med Pavel Miljukov och senare Michail Teresjtjenko som utrikesministrar. Deras utrikespolitik var inriktad på att respektera Rysslands förpliktelser gentemot sina allierade i ententen och fortsätta det för landet katastrofala första världskriget. Den sociala oro som följde kriget blev en grogrund för bolsjevikerna som tog makten i oktoberrevolutionen samma år. Bolsjevikerna inrättade ett folkkommissariernas råd som motsvarade en regering och utnämnde Lev Trotskij till folkkommissarie för utrikes ärenden (kortform utrikeskommissarie). Efter bolsjevikernas seger i ryska inbördeskriget utropades Sovjetunionen 1922 och då var Georgij Tjitjerin utrikeskommissarie. Med diplomatisk smidighet lyckades Tjitjerin och hans efterträdare Maksim Litvinov bryta Sovjetunionens isolering och upprätta diplomatiska förbindelser med västmakterna samt bli medlem i Nationernas förbund. Under andra världskriget var Vjatjeslav Molotov landets utrikeskommissarie och bland annat känd för icke-angreppspakten med Nazityskland, Ribbentrop–Molotov-pakten.  
År 1946 omorganiserade Josef Stalin regeringen som döptes om till ministerrådet och Molotov fick titeln utrikesminister. Kalla kriget utmärktes av terrorbalans mellan supermakterna USA och Sovjetunionen. Mot de östeuropeiska satellitstaterna tillämpades den i samband med Pragvåren 1968 formulerade Brezjnevdoktrinen, vilken innebar att landet ansåg sig ha rätt att ingripa i de länder där det kommunistiska styret var hotat. Under större delen av denna tid (28 år) tjänstgjorde Andrej Gromyko som utrikesminister. Han ersattes 1985 av Sovjetunionens sista utrikesminister, Eduard Sjevardnadze som tjänstgjorde fram till upplösningen 1991 med ett kortare uppehåll 1990–1991. 
Sovjetunionens upplösning innebar att de tolv tidigare sovjetrepublikerna utropade sig självständiga, ett visst samarbete upprätthölls dock genom Oberoende staters samvälde (OSS). Den i särklass största av de tidigare delrepublikerna var Ryssland som ärvde Sovjetunionens plats som en av de fem permanenta medlemmarna i FN:s säkerhetsråd. Ryska federationens första utrikesminister var den västorienterade Andrej Kozyrev (1991–96) som ersattes av den sedermera premiärministern Jevgenij Primakov.

### Spanien
Spaniens utrikesminister, Ministro de Asuntos Exteriores y de Cooperación (minister för externa ärenden och samarbeten), är chef för utrikesministeriet, Ministerio de Asuntos Exteriores y de Cooperación. Huvudkontoret ligger i Palacio de Santa Cruz i Madrid. Utrikesministerns närmsta medarbetare är tre statssekreterare, Secretarios de Estado. 
Äldre titlar för Spaniens utrikesminister är Ministerio de Estado (1885–1939) och Ministerio de Asuntos Exteriores (1939–2004).

### Storbritannien
I Storbritannien motsvaras utrikesministerinstitutionen av Secretary of State for Foreign and Commonwealth Affairs eller i dagligt tal Foreign Secretary. Utrikesministern är chef över Foreign and Commonwealth Office (FCO) vars huvudkontor, FCO Main Building, ligger i Whitehall, regeringskvarteret i London. Utrikesministern anses vara en av de förnämsta ministerposterna i Storbritannien och utgör tillsammans med premiärminister-, finansminister- och inrikesministerämbetena Great Offices of State, ’de stora statsämbetena’. Många brittiska utrikesministrar har också tjänstgjort som premiärministrar, till exempel Robert Jenkinson (1801–1804), George Canning (1807–1809, 1822–1827), Henry Temple (1830–1834, 1835–1841, 1846–1851), Lord John Russell (1852–1853, 1859–1865), Robert Gascoyne-Cecil (1885–1886, 1887–1892, 1895–1900), Arthur Balfour (1916–1919), Anthony Eden (1935–1938, 1940–1945, 1951–1955), Harold Macmillan (1955), Alec Douglas-Home (1960–1963, 1970–1974) och James Callaghan (1974–1976). Två brittiska utrikesministrar har tilldelats Nobels fredspris; Austen Chamberlain (1924–1929) och Arthur Henderson (1929–1931). Chamberlain erhöll nobelpriset 1925 för sitt arbete för ökad avspänning i Europa vilket resulterade i Locarnopakten och Henderson 1934 för sitt arbete som ordförande för nedrustningskonferensen i Genève. Ramsay MacDonald (1924) var den första socialdemokratiska utrikesministern och Margaret Beckett (2006–2007) den första och hittills enda kvinnliga diton. 
Utrikesministerns närmsta medarbetare är fyra minister of state (junior ministers) som har olika ansvarsområden (Europa, Mellanöstern, Afrika och Asien samt handel), vilka ungefär motsvarar statssekreterare i Sverige.

#### Historisk återblick
Den engelska kungen har sedan tidig medeltid styrt landet med hjälp av en hög ämbetsman, till en början benämnd clerk eller secretary. På 1500-talet bestämdes att två ministrar (från 1700-talet tre) skulle dela på ämbetet och inneha titeln Secretary of State. Samtidigt som monarkins återinfördes i samband med den engelska restaurationen 1660 specificerades ansvarsområden för de två statssekreterarna som nu benämndes: Secretary of State for the Northern Department och Secretary of State for the Southern Department. Den förra ansvarade för Skottland och relationerna till protestantiska länder i Nordeuropa och ansågs lägre än den senare som ansvarade för England, Irland, Wales, amerikanska kolonier samt relationerna till de katolska länderna i Syd- och Centraleuropa.
År 1782 omorganiserades förvaltningen och den geografiska uppdelningen av såväl inrikes- som utrikesfrågor slopades till förmån för två renodlade inrikes- respektive utrikesministrar: Secretary of State for Home Affairs och Secretary of State for Foreign Affairs. Samtidigt bildades utrikesministeriet, Foreign Office. Storbritanniens första utrikesminister var Charles James Fox som tjänstgjorde på posten i tre omgångar, dock avgick han vid alla tillfällen inom ett år.
Efter Napoleonkrigen ersatte Storbritannien Frankrike som världens mäktigaste nation. Den viktorianska eran innebar en guldålder för landet och i snabb takt erövrades nya kolonier som tillsammans med moderlandet utgjorde brittiska imperiet. År 1801 inrättades War and Colonial Office som styrdes av en tredje minister, Secretary of State for War and the Colonies, och som bland annat ansvarade för kolonierna. Detta ministerium delades 1854 då Colonial Office inrättades. Från detta bröts India Office och Dominion Office ut 1858 respektive 1925. De två senare slogs i samband med Indiens självständighet 1947 samman till Commonwealth Relations Office. När detta slogs samman med Colonial Office 1966 bildades Commonwealth Office. Redan 1968 slogs detta ihop med Foreign Office och bildade dagens Foreign and Commonwealth Office. Samtliga ministerier har styrts av en secretary of state.

### Sverige
Utrikesministern är chef för Utrikesdepartementet (UD) och kallas formellt statsråd och chef för utrikesdepartementet. Utrikesministerns närmsta medarbetare på UD är den politiskt (före 1982 opolitisk) tillsatta kabinettssekreteraren och de opolitiskt tillsatta utrikesråden. I egenskap av departementschef är utrikesministern även chef över handels- och biståndsministern som är placerade vid UD (tidigare har även migrations- och Europaministern sorterat under UD). Utrikesdepartementets huvudkontor är beläget i Arvfurstens palats. Sveriges nuvarande (2024) utrikesminister heter Maria Malmer Stenergard.

#### Historisk överblick
År 1791 inrättade kung Gustav III Konungens kabinett för den utrikes brevväxlingen som var en föregångare till Utrikesdepartementet och hade en kabinettssekreterare som chef. Som en följd av 1809 års regeringsform inrättades statsrådet vars två förnämsta medlemmar var justitiestatsministern och utrikesstatsministern. Utrikesstatsministern formella titel var statsminister för utrikes ärendena och han var chef för Kabinett för den utrikes brevväxlingen. Hovkanslern var utrikesstatsministerns biträde från 1819 till 1840 då ämbetet avskaffades. Den första utrikesstatsministern var Lars von Engeström som också är den person som innehaft ämbetet under längst tid (15 år). I samband med departementalreformen 1840 bytte kabinettet namn till Utrikesdepartementet. Utrikesstatsministern fortsatte som chef och departementets högsta tjänsteman var kabinettssekreteraren. När ett särskilt statsministerämbete infördes 1876 fick utrikesstatsministern titeln minister för utrikes ärendena, i dagligt tal utrikesminister. Utrikesministerns högre status markerades dock genom att denne var den enda vid sidan av statsministern och riksmarskalken som tilltalades ”ers excellens”. Detta privilegium tog bort i samband med 1974 års regeringsform, då också den formella titeln ändrades till statsråd och chef för utrikesdepartementet.
Den sista utrikesstatsministern, Oscar Björnstjerna (1872–1880), tilläts behålla sin statsministertitel fram till sin avgång 1880. Således var Björnstjernas efterträdare, Carl Fredrik Hochschild (1880–1885), Sveriges första utrikesminister. Posten som utrikesminister var länge vikt för personer med adlig börd och den första som avvek från denna oskrivna regel var Knut Wallenberg (1914–1917). Den första liberala utrikesministern var Albert Ehrensvärd d.y. (1911–1914), den första socialdemokratiska var Erik Palmstierna (1920) och den första kvinnliga utrikesministern var Karin Söder (1976–1978). Östen Undén är den person som innehaft ämbetet under längst tid (18 år och 313 dagar uppdelat på perioderna 1924–1926 och 1945–1962). Följande utrikesministrar har även varit statsminister: Gustaf Åkerhielm (utrikesminister 1889), Arvid Lindman (1917), Hjalmar Branting (1921–1923), Ernst Trygger (1928–1930), Ola Ullsten (1979–1982) och Carl Bildt (från 2006). En sentida uppmärksammad utrikesminister var Anna Lindh (1998–2003) som mördades 2003.

### Tyskland
Utrikesministern i Tyskland kallas Bundesminister des Auswärtigen och är chef för utrikesämbetet, Auswärtiges Amt (AA). Utöver AA:s huvudkontor i Haus am Werderschen Markt i Mitte i centrala Berlin, finns en filial i den gamla västtyska huvudstaden Bonn. Utrikesministerämbetet är en prestigefylld post som sedan 1966 vanligtvis också innefattat posten som vice förbundskansler och ordförande för ett mindre parti som ingår i koalitionsregeringen. Utrikesministerns närmsta medarbetare är statssekreteraren, Staatssekretär, som är en politiskt tillsatt tjänsteman (som i Sverige).

#### Historisk återblick
År 1807 inrättades ett utrikesministerium i Preussen, Ministerium der Auswärtigen Angelegenheiten, som leddes av en Außenminister. Efter Preussens seger över Österrike i det tyska enhetskriget 1866 bildades det Nordtyska förbundet som var mer statslikt än föregångaren Tyska förbundet (där också Österrike hade ingått) och hade en gemensam utrikesförvaltning som från 1870 benämndes Auswärtiges Amt. Efter fransk-preussiska kriget fullbordades Tysklands enande när Nordtyska förbundet ombildades till Tyska kejsarriket 1871.
AA leddes under Tyska kejsarriket av en utrikesstatssekreterare, Außenstaatssekretäre. Bakgrunden till nedgraderingen från minister till statssekreterare var att Tysklands rikskansler Otto von Bismarck ville stärka sitt inflytande över utrikespolitiken. Bismarcks utrikespolitik gick ut på att isolera Frankrike och bygga upp ett allianssystem med Österrike-Ungern och Ryssland, trekejsarförbundet från 1872. När Wilhelm II tillträdde 1888 övergavs Bismarcks försiktiga allianspolitik och istället inleddes under kejsarens överinseende en allt mer expansiv och aggressiv utrikespolitik som förebådade första världskriget.
I och med första världskrigets slut föll kejsardömet och en demokratisk författning utarbetades i den så kallade Weimarrepubliken. En rikspresident stod i spetsen för riksstyrelsen, som utövades av en regering under rikskanslern ledning, ansvarig inför riksdagen. Utrikesstatssekreteraren upphöjdes till riksutrikesminister (Reichsminister des Auswärtigen). AA fick status som riksministerium, men till skillnad från övriga ministerier behöll utrikesämbetet sitt namn. En av Weimarrepublikens främsta politiker var Gustav Stresemann (riksutrikesminister 1923–1929) som förde en avspänningspolitik gentemot arvfienden Frankrike, vilken resulterade i Locarnofördraget 1925 och Nobels fredspris 1926. 1932 utnämndes den partipolitiskt oberoende diplomaten Konstantin von Neurath till riksutrikesminister och kvarstod i denna kapacitet även efter Adolf Hitlers maktövertagande året därpå. Trots att han blev medlem i nazistpartiet 1937 tvingades han att avgå året efter. Hans efterträdare Joachim von Ribbentrop tjänstgjorde under andra världskriget och är bland annat känd för icke-angreppspakten med Sovjetunionen, Molotov–Ribbentrop-pakten 1939.
Efter Nazitysklands förlust i andra världskriget 1945 ockuperades landet av de allierade. 1949 utropades Tyska förbundsrepubliken (Deutsche Bundesrepublik), i dagligt tal Västtyskland, som bestod av de amerikanska, franska och brittiska ockupationszonerna samt Tyska demokratiska republiken (Deutsche Demokratische Republik), i dagligt tal Östtyskland eller DDR, som bestod av den sovjetiska ockupationszonen. Östtyskland utformades som en folkdemokrati där det Moskvatrogna kommunistpartiet Tysklands socialistiska enhetsparti under Walter Ulbricht hade den verkliga makten. Dess utrikesministerium, Ministerium für Auswärtige Angelegenheiten, grundades samma år och dess första utrikesminister, minister für Auswärtige Angelegenheiten, var Georg Dertinger (1949–53). Västtyskland fick gradvis ökad självständighet (full nationell suveränitet uppnåddes 1955) och 1951 grundades den västtyska utrikesförvaltningen som behöll det gamla namnet Auswärtiges Amt. Förbundskansler Konrad Adenauer (1951–55) utnämndes även till landets första utrikesminister, Bundesminister des Auswärtigen.
Adenauers utrikespolitik var starkt västorienterad och fokuserad på att etablera goda kontakter med Frankrike (Europeiska kol- och stålgemenskapen från 1951) och USA (medlemskap i Nato från 1955). Han var tydligt antikommunistisk och tillämpade Hallsteindoktrinen som innebar att inga diplomatiska kontakter upprätthölls med länder som knöt diplomatiska kontakter med Östtyskland (Sovjetunionen undantagen). När den stora koalitionen mellan kristdemokraterna och socialdemokraterna bildades 1966 med Willy Brandt som utrikesminister skedde en utrikespolitisk kursändring. För Ostpolitik som innebar avspänning gentemot Östtyskland och östblocket tilldelades Brandt Nobels fredspris 1971. Mellan 1969 och 1998 innehades posten som utrikesminister och vice förbundskansler av det liberala partiet FDP, först i regeringskoalition med SPD och från 1982 med CDU. Hans-Dietrich Genscher var utrikesminister och vice förbundskansler 1974–92 och därmed den utrikesminister som tjänstgjort flest år samt den som undertecknade Två plus fyra-fördraget vilket banade väg för Tysklands återförening 1990. Mellan 1998 och  2005 bildade SPD och, för första gången, Allians 90/De gröna regering och Joschka Fischer från De gröna blev utrikesminister och vice förbundskansler.

### USA
I USA motsvaras utrikesministern av Secretary of State och utrikesministeriet av utrikesdepartementet (Department of State, även kallat State Department) vars huvudkontor är Harry S Truman Building i huvudstaden Washington. Liksom övriga ministrar i USA:s kabinett, nomineras utrikesministern av presidenten och godkänns av senaten. Utrikesministern är den främste av ministrarna i kabinettet i såväl rang (order of precedence) som i successionsordningen för USA:s president (efter vicepresidenten, representanthusets talman och senatens tillförordnade talman). Trots den höga statusen är det få, inga sedan 1857, som innehaft posten som utrikesminister och därefter valts till president.
Utrikesministerns närmsta medarbetare är den biträdande utrikesministern, Deputy Secretary of State. Ämbetet inrättades 1972 och innehas sedan 2009 av två personer. Om utrikesministern avgår eller avlider träder den biträdande utrikesministern in som tillförordnad utrikesminister. Tidigare benämningar för utrikesministerns närmaste medarbetare är Chief Clerk (1789–1853), Assistant Secretary of State (1853–1913), Counselor (1913–1919) och Under Secretary of State (1919–1972). De två senare ämbetena är idag chefstjänstemän närmast under den biträdande utrikesministern.

#### Historisk återblick
USA:s självständighetsförklaring från Storbritannien antogs av de tretton koloniernas representanterna på den kontinentala kongressen 1776. Efter amerikanska frihetskriget (1775–1783) tvingades britterna att erkänna USA:s självständighet i Parisavtalet. Med stöd i konfederationsartiklarna, som antogs av den kontinentala kongressen 1777 och utgjorde det första styrande dokumentet i USA, inrättades 1781 Department of Foreign Affairs som styrdes av en Secretary of Foreign Affairs. Den första innehavaren av detta ämbete var Robert Livingston som tjänstgjorde 1781–1783. Utrikesministern var således den första ministerposten som infördes, övriga ministerposter samt presidentämbetet tillkom 1789 i samband med att landets konstitutionen antogs och valet av George Washington till president. Samtidigt ändrades också namnet på utrikesministeriet och utrikesministern till och Department of State och Secretary of State. Washingtons första utrikesminister var Thomas Jefferson (utrikesminister 1789–93). Under republikens första år var utrikesministerposten ett naturligt karriärsteg på väg mot presidentposten och Jefferson, James Madison (1801–09), James Monroe (1811–17), John Quincy Adams (1817–25), Martin Van Buren (1829–31) och James Buchanan (1845–49) tjänstgjorde i båda egenskaperna. Efter Buchanan har dock ingen tidigare utrikesminister valts till president. Jefferson, Van Buren och John C. Calhoun (1844–1845) är de enda som tjänstgjort som såväl vicepresident som utrikesminister.
USA:s utrikespolitik präglades under 1800-talet av Monroedoktrinen, utarbetad 1823 av utrikesminister John Quincy Adams, som fastslog att ytterligare europeisk inblandning i Nya världen inte kunde accepteras samtidigt som USA inte skulle ingripa i konflikter mellan europeiska stater. Samtidigt expanderade USA västerut (Westward Movement), bland annat genom Louisianaköpet 1803 och Mexikanska kriget 1846–1848. Den isolationistiska politiken började gradvis överges i slutet av 1800-talet då USA utvecklades till världens största ekonomi. Under president Theodore Roosevelt skedde en utrikespolitisk kursändring och i ett tillägg till Monroedoktrinen från 1904, Rooseveltkorollariet, fastslogs att USA har rätt att ingripa som ”internationell polis” om stater i Centralamerika uppträder ”ociviliserat”. Efter det spansk-amerikanska kriget 1898 tog USA kontrollen över Puerto Rico, Dominikanska republiken, Filippinerna och Kuba, samt från 1903 Panamakanalzonen. Trots detta tilldelades Roosevelt och hans utrikesminister Elihu Root (1905–1909) Nobels fredspris 1906 respektive 1912 för sitt arbete som medlare i olika internationella konflikter.
Efter första världskriget presenterade president Woodrow Wilson ett fredsprogram, De 14 punkterna, och genomdrev grundandet av Nationernas förbund (NF) för vilket han tilldelades Nobels fredspris 1919. Han lyckades dock inte få stöd för NF från vare sig kongressen, som hindrade en amerikansk anslutning, eller utrikesminister Robert Lansing (1915–20) som för sitt motstånd tvingades begära avsked. Wilsons idealistiska utrikespolitik fick många efterföljare, bland annat utrikesministrarna Frank Kellogg (1925–1929) och Cordell Hull (1933–1944). Kellogg är känd som initiativtagare till 1928 års icke-angreppsfördrag, Briand-Kelloggpakten, för vilket han tilldelades Nobels fredspris 1929. Hull är den av USA:s utrikesministrar som tjänstgjort under flest år och är även känd för sitt arbete för grundandet av Förenta nationerna (FN) för vilket han tilldelades Nobels fredspris 1945.
Kalla kriget utmärktes av kapprustning och terrorbalans mellan supermakterna USA och Sovjetunionen. I Trumandoktrinen från 1947 deklarerade USA sitt stöd till länder som hotades av kommunistiskt maktövertagande och samma år presenterade utrikesminister George C. Marshall (1947–49, nobelpris 1953) Marshallplanen, ett ekonomiskt stödpaket till europeiska länder för återhämtning efter andra världskriget. Efter kommunistiska framgångar i Kina, Indokina och inledningsvis i Koreakriget (1950–53) tilltog oron för kommunistisk expansion, dominoteorin. Utrikesminister Dean Acheson (1949–53) utsattes för hård kritik och hans strategi med uppdämning ansågs vara otillräcklig. Dwight Eisenhowers utrikesminister John Foster Dulles (1953–59) förespråkade en hårdare linje gentemot de kommunistiska länderna, en balansgång på gränsen till kärnvapenkrig och är förknippad med begrepp som rollback och massiv vedergällning. Även Dean Rusk (1961–69), utrikesminister under John F. Kennedy och Lyndon B. Johnson, förordade en aggressiv hållning under Kubakrisen 1962 och ett utökat amerikanskt deltagande i Vietnamkriget. Utrikesminister Henry Kissinger (1973–77) lyckades vid fredssamtalen i Paris 1973 uppnå ett, för amerikansk del, avslut på Vietnamkriget och tilldelades samma år Nobels fredspris. Valet av pristagare var kontroversiellt och hans medpristagare, tillika hans nordvietnamesiska motpart i Paris, Le Duc Tho avböjde priset då krigshandlingar fortfarande pågick. President Jimmy Carter och hans utrikesminister Cyrus Vance (1977–80) lanserade en moralisk utrikespolitik i Woodrow Wilsons anda som bröt med Kissingers realpolitiska utrikespolitik. Den moraliska utrikespolitiken blev snabbt svår att tillämpa i praktiken och Vance avgick 1980 i protest mot hur Carter hanterade gisslankrisen i Iran, en händelse som också bidrog till president Ronald Reagan valseger samma år. I Reagandoktrinen deklarerades åter igen en hårdare linje mot kommunistländerna, men i praktiken innebar Michail Gorbatjovs glasnost en tilltagande avspänning och 1990 kunde utrikesminister James Baker (1989–92) underteckna två plus fyra-fördraget vilket banade väg för Tysklands återförening och kalla krigets slut. Sovjetunionens upplösning och kalla krigets slut har underlättat för USA att få sin utrikespolitik godkänd i FN:s säkerhetsråd, till exempel i samband Kuwaitkriget (1990–1991) och Afghanistankriget (sedan 2001), samtidigt som USA också, i egenskap av enda kvarvarande supermakt, har kunnat agera på mer eller mindre egen hand i till exempel Jugoslavienkrigen och Irakkriget (sedan 2003). Den första kvinnliga utrikesministern var Madeleine Albright (1997–01) och den första utrikesministern med afroamerikansk bakgrund var Colin Powell (2001–2005). Av de fyra senaste utrikesministrarna har tre varit kvinnor (Albright, Condoleezza Rice och Hillary Clinton) och två afroamerikaner (Powell och Rice).